# Antonio Atti
Antonio Atti (San Giorgio di Piano, 9 settembre 1897 – ...) è stato un politico italiano.
Originario di una famiglia contadina che conduceva un podere a mezzadria, è stato presidente della Federazione nazionale fascista dei coloni.